# Pióropusz

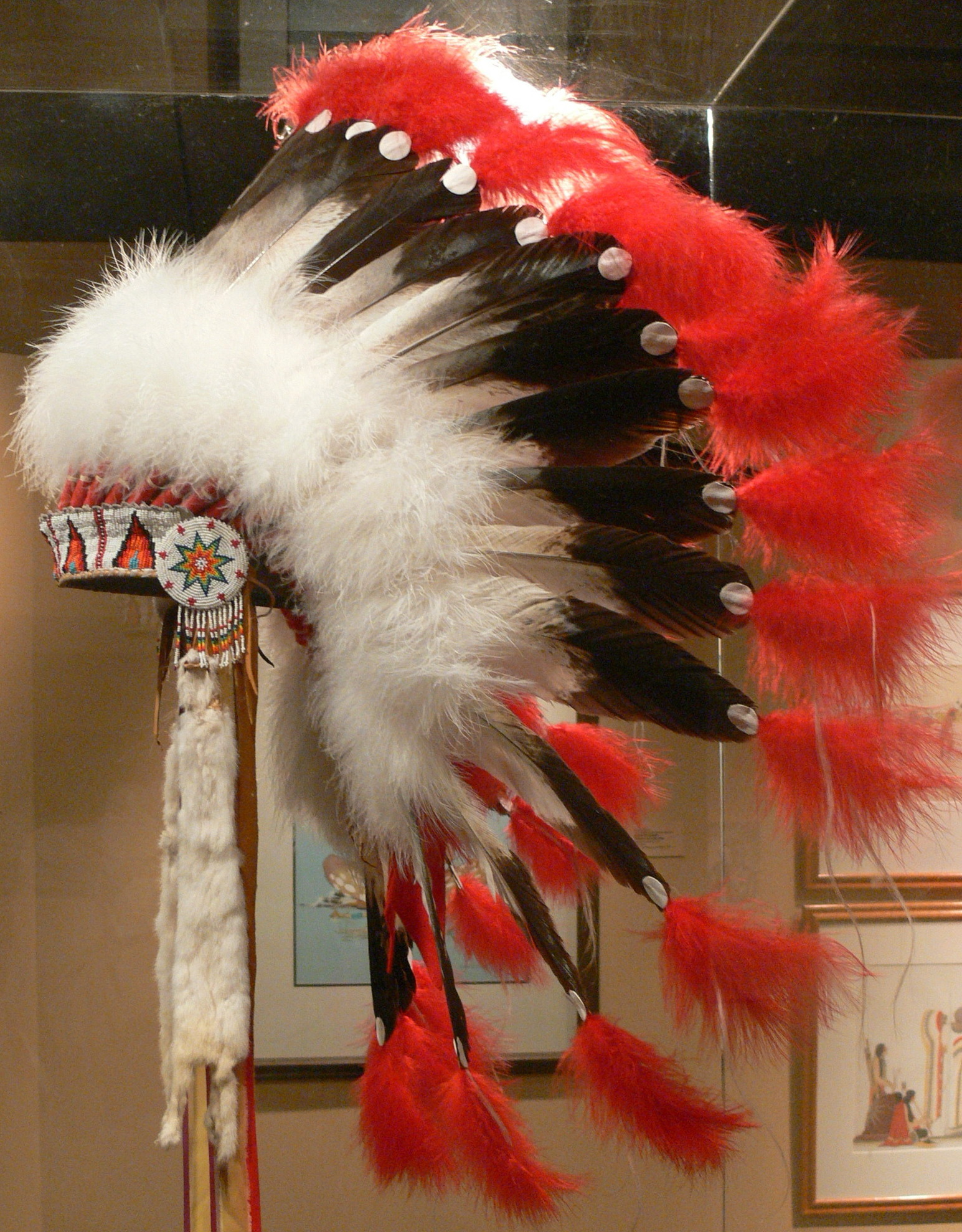
Pióropusz plemienia Krików

Pióropusz – nakrycie głowy, używane przez wybitnych wojowników indiańskich Ameryki Północnej regionu Wielkich Równin. Pióropusz miał znaczenie religijne (szamanizm), był uważany za magiczny talizman ochronny (za takowy uważał swój warbonnet znany wojownik Rzymski Nos). Pióra reprezentowały znaczące dokonania osoby, która nosiła pióropusz. Każde z plemion posiadało własne, wyróżniające się nakrycie głowy. Indianie z zalesionych, wschodnich obszarów dzisiejszych Stanów Zjednoczonych, nosili pióropusze mniejsze, a obok orlich używali piór jastrzębich, indyczych, czaplich i żurawich. Po zetknięciu się z białymi przybyszami Irokezi chętnie zakładali czapki i kapelusze, ale ozdabiali je pozatykanymi gdzie się dało małymi piórami i jednym orlim pośrodku. Takie nakrycia głowy nosiły nazwę gustoweh (prawdziwy kapelusz).
Pióra w pióropuszu Dakotów to pióra orle, bowiem ptak ten (konkretnie, bielik amerykański) miał specjalne znaczenie religijne. Każde z tych piór miało określone znaczenie, np. oznakowane na szczycie czerwonym punktem oznaczało zabicie nieprzyjaciela, a obcięty czubek oznaczał nieprzyjaciela, któremu poderżnięto gardło. Pióropusze te jednak nie były noszone na co dzień; najsłynniejszy wódz Dakotów, Siedzący Byk, występuje na zdjęciach nie w pióropuszu, a z wpiętym we włosy pojedynczym orlim piórem.
Pióropusze bardziej wyszukane, sporządzane z piór różnorakich ptaków tropikalnych, nosili Indianie plemion Ameryki Środkowej (Aztekowie, Majowie) i Południowej (Inkowie i różne plemiona brazylijskie).